# Ocean Beach (San Diego)
Pour les articles homonymes, voir Ocean Beach.
Ocean Beach (localement connu comme O. B.) est un quartier du nord-ouest de San Diego, en Californie. Il se situe au sud de Mission Bay.

## Géographie
Ocean Beach se trouve sur l'océan Pacifique, à l'estuaire de la rivière San Diego, à l'extrémité ouest de l'Interstate 8. Située à environ 11 km au nord-ouest du centre-ville de San Diego , elle se trouve au sud de Mission Bay et de Mission Beach et directement au nord de Point Loma. La zone de planification communautaire O.B. s'étend sur environ 1 mile carré (742 acres), délimitée au nord par le fleuve San Diego, à l'ouest par l'océan Pacifique, à l'est par Froude St., Seaside St. et West Point Loma Boulevard, et au sud par Adair Street.

## Histoire
Avant le contact avec les Européens, le peuple Kumeyaay habitait Ocean Beach et avait établi le campement de pêche de Hapai  . Les Kumeyaay se rendaient dans la région pour mener des opérations de pêche et de transformation alimentaire, car on y récoltait des moules, des palourdes, des ormeaux et des homards.
Le nom initial de la plage était « Mussel Beach », pour les moules qu'on y trouvait. Son nom actuel, Ocean Beach, a été donné en 1887 par les promoteurs Billy Carlson et Albert E. Higgins.
Le couple a construit le Cliff House, un hôtel de villégiature, et a subdivisé la zone en lots. Pour promouvoir leur lotissement, Carlson et Higgins ont organisé diverses activités, notamment des rôtis de moules et des concerts. Malgré leurs efforts, le lotissement n'a pas connu de succès, car il se trouvait à deux heures et demie en calèche du centre-ville de San Diego. Higgins s'est suicidé, et un incendie déclenché par la chute d'un lustre a brûlé la Cliff House en 1898. Carlson a vendu le terrain d'Ocean Beach à un financier de l'Est, ce qui a retardé son développement pendant 20 ans.
Carlson et Higgins ne sont pas les premiers à déposer un plan de lotissement à Ocean Beach. Ils ont déposé un plan auprès de la ville le 28 mai 1887, mais le 22 avril de la même année, J.M. DePuy a déposé un plan de "DePuy's Subdivision" sur 15 pâtés de maisons dans la partie nord d'Ocean Beach.
Au début des années 1970, les intérêts fonciers et de développement locaux ont fait pression pour le développement du front de mer d'Ocean Beach, avec des plans pour des stations touristiques, des hôtels et un port de plaisance décrits dans le Precise Plan d'Ocean Beach. Avec l'adoption d'une limite de hauteur de 30 pieds (9,1 m) en 1972 et la réécriture du Precise Plan, les plans de développement du front de mer ont été abandonnés.